# Odense domkyrka
Odense domkyrka, på danska ofta kallad Sankt Knuds Kirke ("Sankt Knuts kyrka"), är en domkyrka i Odense, som är stiftskyrka (domkyrka) i Fyns stift i den danska folkkyrkan. 
Dess torn är 63 meter högt och därmed är kyrkan en av Odenses högsta byggnader. 
Kyrkan är uppkallad efter Knut den helige, som mördades i den närliggande träkyrkan, Albanikyrkan. Knut är begravd år 1100 som ett helgon i Odense domkyrka.
En äldre kyrka i Odense, Vor Frue Kirke, var domkyrka i Odense innan den nuvarande Sankt Knuds Kirke byggdes färdigt och invigdes 30 april 1499